# Rio Scarpe
O Rio Scarpe é um rio do noroeste da França, uma afluente pela esquerda do rio Escalda. Nasce em Berles-Monchel (Passo de Calais) e desemboca no Escalda cerca da fronteira belga em Mortagne-du-Nord (Norte, França), depois de percorrer 112 km. Sua bacia é de 1.322 km².
As cidades mais importantes de seu curso são Arras e Douai.